# John Schulten
Pour les articles homonymes, voir Schulten.
John William Schulten est un joueur d'échecs prussien puis américain né Johann Wilhelm Schulten le 3 janvier 1821 à Ratingen (Province de Juliers-Clèves-Berg dans le Royaume de Prusse) et mort le 25 décembre 1875,.

## Biographie et carrière
Dans les années 1840, 1850 et 1860, Schulten voyagea entre les États-Unis et l'Europe pour affronter les meilleurs joueurs de l'époque aux échecs :
- Eugène Rousseau à La Nouvelle-Orléans (en 1841) et à New York (en 1843) ;
- Alexandre Deschapelles à Paris en 1842[2] ;
- Pierre Saint-Amant à Paris en 1844 ;
- Charles Henry Stanley à New York en 1844, 1845 et 1846 ;
- Lionel Kieseritzky à Paris en 1848 et 1850 ;
- Tassilo von der Lasa à Baden-Baden en 1850[2] ;
- Daniel Harrwitz à Paris en 1853 et 1859 ;
- Jules Arnous de Rivière à Paris en 1855 et 1856[2] ;
- Paul Morphy à New York en 1857 ;
- Gustav Neumann à Berlin en 1865 et à Paris en 1868 ;
- Adolf Anderssen à Berlin en 1868 ;
- Ignác Kolisch à Paris en 1868 ;
- Samuel Rosenthal à Paris en 1868[2] ;
- Johannes Zukertort à Berlin en 1868 et 1869[3].

Il perdit lourdement la plupart de ces matchs, ne réussissant à remporter qu'une seule partie (pour 23 défaites) contre Paul Morphy, le plus fort joueur de l'époque.
Schulten se retira à Berlin en 1875
Son nom a été donné à une variante d'ouverture : la défense Schulten contre le gambit Evans :
- 1. e4 e5 2. Cf3 Cc6 3. Fc4 Fc5 4. b4 Fxb4 5. c3 Fa5 6. d4 exd4 7. 0-0 b5